# Shadow Boxers
Shadow Boxers is een Amerikaanse documentaire uit 1999, geschreven, geregisseerd, geproduceerd en uitgegeven door Katya Bankowsky;  muziek door Zoël. Shadow Boxers is een Swerve Films-productie.
De documentaire begint met het filmen en interviewen van een aantal boksende vrouwen. Vervolgens richt de documentaire zich eerst op Jill Matthews, een taaie en snelle Golden Gloves-bokskampioene, en daarna volledig op de Nederlandse boks- en kickbokskampioene Lucia Rijker, geboren te Amsterdam (1967).